# بیوایزوستر

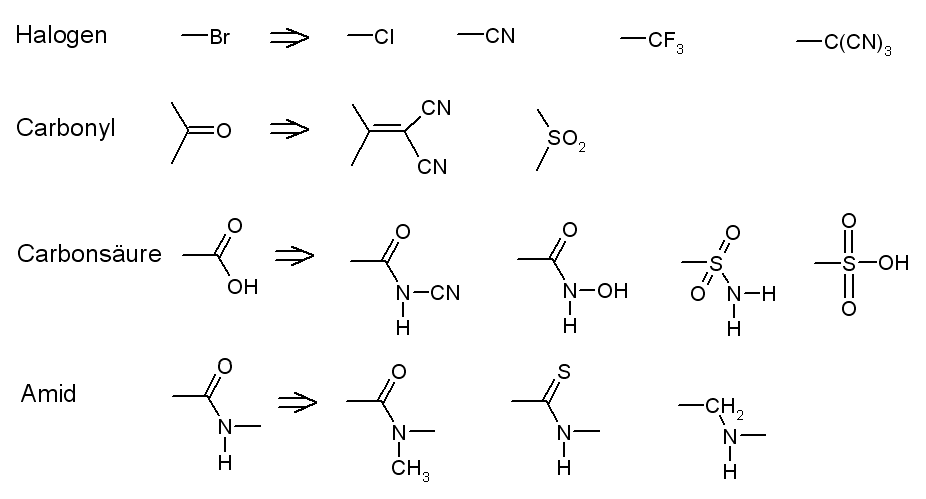
جایگزین‌های کلاسیک بیوایزوستر

در شیمی داروییبا بیوایزوسترها جایگزین ها یا گروههای شیمیایی با خواص فیزیکی و شیمیایی مشابه هستند که موجب تولید خواص زیستی گسترده مشابه با دیگر ترکیبات شیمیایی می گردند. در طراحی دارو هدف از تعویض یک بیوایزوستر با دیگری افزایش  خواص زیستی یا فیزیکی ترکیب بدون ایجاد تغییرات گسترده در ساختار شیمیایی است. استفاده اصلی از این اصطلاح و تکنیک های مرتبط با آن در زمینه ی علوم دارویی می باشد. بیوایزوستر به منظور کاهش سمیت تغییر فراهمی زیستی یا تغییر فعالیت ترکیب و همچنین تغییر احتمالی  متابولیسم استفاده می گردد.